# Circo Romano

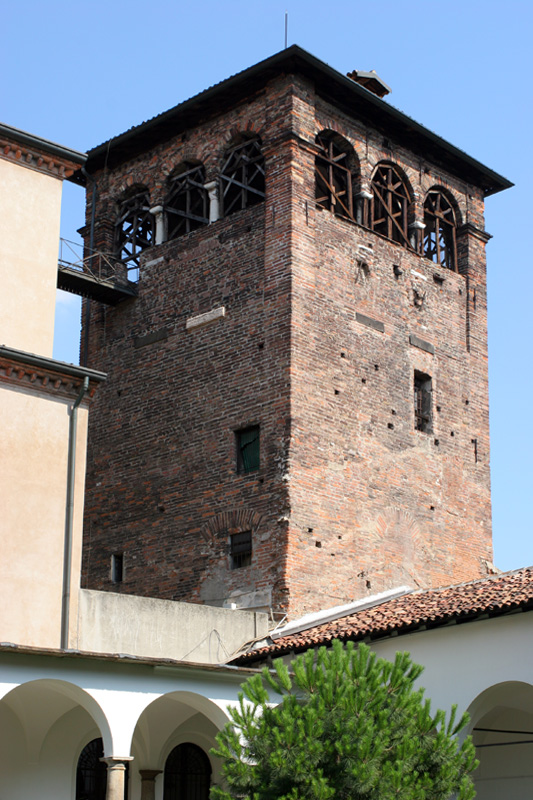
Torre del carceres

A Circo Romano az egykori mediolanumi óriási aréna volt.

## Története
A 85x400 m nagyságú, 30 000 néző befogadására alkalmas arénát Maximilianus császár uralkodása idején kezdték el építeni, 286-ban. Építése 406-ra fejeződött be. Az aréna a Nirone partján épült közel a császári palotához, mellyel egy titkos folyosó kötötte össze és szerkezetében meg kialakításában a római Circus Maximust utánozta.  Az építmény túlélte a gót háborúkat.  A longobárdok uralkodása idején még jó állapotban volt. Valószínűleg I. Frigyes német-római császár seregei pusztították el Milánó ostromakor 1162-ben.
Az aréna a Corso Magenta, Via del Torchio, Via Brisa, Via Capuccio, Via Circo és Via Morigi utcák által határolt területen állt. Napjainkban mindössze az alapjának egyes részei láthatók, valamint a Via Circo mentén néhány falrészlet.  A legjobban megőrzött része a börtöntorony (Torre del carceres), amelyet a 8. században harangtoronnyá építettek át a San Maurizio al Monastero Maggiore templom számára.